# Шенгенська угода
Ше́нгенська угода — договір «Про скасування паспортного митного контролю між країнами Європейського Союзу», первинно підписаний 14 червня 1985 п'ятьма європейськими державами (Бельгією, Нідерландами, Люксембургом, Францією, Німеччиною). Угода набула чинності 26 березня 1995 року.
Угоду підписано в Шенгені, містечку в Люксембурзі, що знаходиться поблизу стику кордонів Люксембургу, Німеччини й Франції.
15 березня 2006 прийнято Шенгенський прикордонний кодекс, що змінював Шенгенську конвенцію.

## Історія
За договором, підписаним в селі Шенгені (Люксембург) 14 червня 1985 р., Бельгія, Люксембург, Нідерланди, Німеччина та Франція погодилися поступово скасовувати контроль на спільних кордонах і запроваджувати свободу пересування для всіх громадян країн ЄС, які підписали цю угоду, інших держав-членів та громадян третіх країн. Ті ж п'ять країн підписали 19 червня 1990 р. Шенгенську конвенцію, у якій викладено заходи та гарантії щодо запровадження свободи пересування. Шенгенська конвенція доповнює відповідні внутрішні заходи і підлягає ратифікації в національних парламентах. Відтоді до числа країн, що підписали Конвенцію, приєдналися Італія (1990), Іспанія та Португалія (1991), Греція (1992), Австрія (1995), Швеція, Фінляндія і Данія (1996); Конвенцію підписали також Ісландія та Норвегія.
Договір і Конвенція, разом з деклараціями та рішеннями, ухваленими Шенгенською виконавчою радою, утворюють сукупність документів, відомих під назвою «Шенгенський доробок». Протокол до Амстердамського договору регулює внесення Шенгенського доробку в договори ЄС.

Кордони Шенгенської зони
Повноправні члени Шенгенської зони
Асоційовані члени Шенгенської зони
Члени, угода з якими ще не набула чинності
Члени ЄС, в яких діють лише деякі закони Шенгенської угоди